# Aibana
Aibana ist eine osttimoresische Aldeia im Suco Maumeta (Verwaltungsamt Remexio, Gemeinde Aileu). 2015 lebten in der Aldeia 17 Menschen.

## Geographie
Die Aldeia Aibana bildet einen schmalen Streifen am Ostrand des Sucos Maumeta. Westlich liegt die Aldeia Tuqueu. Im Norden grenzt Aibana an den Suco Fahisoi, im Westen an den Suco Fadabloco, im Südwesten an den Suco Hautoho und im Süden an das Verwaltungsamt Lequidoe mit seinem Suco Fahisoi. Die Südgrenze bildet der Fluss Tatamailiu, der Nordgrenze folgt der Ai Mera. Die Flüsse gehören zum System des Nördlichen Laclós. Das Zentrum von Aibana durchquert eine Straße, um die sich die wenigen Häuser des Ortes Aibana verteilen.